# Xyris symoensii
Xyris symoensii är en gräsväxtart som beskrevs av Brylska och Stanisław Lisowski. Xyris symoensii ingår i släktet Xyris och familjen Xyridaceae. Inga underarter finns listade i Catalogue of Life.